# Merope (Tochter des Kypselos)
Merope (altgriechisch Μερόπη Merópē) ist in der griechischen Mythologie die Tochter des Kypselos, Witwe des Kresphontes und Gattin des Polyphontes.
Nachdem Kresphontes bei einem Aufstand getötet worden war, wurde Merope zwangsweise mit dem neuen Herrscher über Messenien, den Herakliden Polyphontes, verheiratet, konnte aber einen der Söhne des Kresphontes nach Arkadien zu ihrem Vater Kypselos retten. Der Sohn kehrte später zurück, um seinen Vater zu rächen. Laut Pausanias und der Bibliotheke des Apollodor war der Name des Sohnes Aipytos, laut Hyginus Mythographus Telephontes. Bei Euripides hieß er wie sein Vater Kresphontes.
Sie ist Figur eines Dramenfragments von Euripides sowie Titelheldin der Tragödien von Scipione Maffei (Merope, 1714), Voltaire (La Mérope française, 1736) und Vittorio Alfieri (Merope, 1785) sowie des Librettos Merope von Apostolo Zeno, zu dessen zahlreichen Vertonungen auch die Opera seria L’oracolo in Messenia von Antonio Vivaldi zählt.